# Konvektionsstrom
Ein Konvektionsstrom ist ein Strom, der eine weitere mengenartige Größe mitführt. In der Regel ist der Konvektionsstrom ein Stoffstrom, also Materie, die weitere (skalare oder vektorielle) Größen transportiert.
Es kann sich um Materie handeln, die von Materie mitgeführt wird, wie bei der Konvektion von Feststoffpartikeln durch ein strömendes Fluid, aber auch um thermische Energie oder elektrische Ladung, die durch Strömungen in Bewegung geraten. In Anwendungsgebieten der Fluiddynamik, wie der Meteorologie oder dem Mischen in der Verfahrenstechnik, sind diese Vorgänge eng verbunden. Die Thermodynamik beachtet vor allem die Wärmeübertragung durch Konvektion.
In der Elektrizitätslehre bildet elektrische Ladung, die von Ladungsträgern wie Elektronen oder Ionen transportiert wird, einen Konvektionsstrom im Unterschied zum Verschiebungsstrom ohne Bewegung von Materie. In der älteren Literatur wird ein Konvektionsstrom ohne Leitungsverluste (z. B. bei der Bewegung statischer Elektrizität auf einer rotierenden Scheibe) vom Leitungsstrom unterschieden, der einen ohmschen Widerstand zu überwinden hat. Heute wird diese Unterscheidung oft nicht mehr gemacht.
Dagegen verwendet der Karlsruher Physikkurs auch beim Entropie- und beim Impulsstrom die Unterscheidung zwischen Leitungsstrom (oder konduktivem Strom) und mitführendem Stoffstrom (oder konvektivem Strom).